# Aphyllanthaceae
Aphyllanthaceae као фамилију монокотиледоних скривеносеменица препознаје релативно мали број биљних таксонома. Систем класификације APG II (2003) не препознаје ову фамилију, већ једину врсту (Aphyllanthes monspeliensis) укључује у фамилију Asparagaceae.